# میدان نفتی سروستان
شهر سروستان نزدیک انتهای جنوب شرقی حوزهٔ نواحی مرکزی و مابین دو رشته کوه موازی زاگرس جنوبی واقع شده‌است.
از نظر تقسیمات کشوری بیست و پنجمین شهرستان استان فارس است. این شهرستان درمنطقه‌ای نسبتاً کوهستانی دردامنهٔ کوهی به نام قلات قراردارد.
در تقسیمات اقلیم‌های ایران، سروستان در بین منطقه گرم و خشک و گرم ومرطوب ومنطقه سرد قرار گرفته‌است. 
ارتفاع سروستان ازسطح دریا  ۱۵۰۰متر است. زمین‌های سروستان گلی است و در روی لایه‌های رسوبی سیلاب قرار گرفته که اکثراً از انواع زمین‌های متغیر فشرده می‌باشد. این خاک‌های رسوبی دره تا عمق متجاوز از  ۳۵متر در عمق زمین قرار دارند. طول جغرافیایی سروستان ۱۳و ۵۳وعرض آن ۱۷و ۲۹است.
شهرستان سروستان با جمعیتی معادل ۵۵ هزار نفر و مساحتی بالغ بر  ۳۳۰۰کیلو متر مربع از جمله مناطق نفت خیز استان فارس است که در سال‌های اخیر موضوع بهره‌برداری از نفت این اقلیم جدیت بیشتر یافته طوری که برخی از صاحبنظران و کارشناسان از سروستان به عنوان عسلویه فارس یاد  می‌کنند.
این شهرستان در فاصله  ۸۰کیلومتری جنوب شرق شیراز قرار دارد و عملیات حفاری هفت حلقه چاه توسعه‌ای درمیدان‌های نفت سروستان و سعادت آباد اکنون توسط شرکت ملی حفاری ایران در حال انجام است و گفته شده در اجرای این پروژه در مدت  ۲۸ماه، سه حلقه چاه در سروستان و چهار حلقه چاه در سعادت آباد حفاری خواهد شد.
این پروژه در حوزه عملیاتی شرکت نفت مناطق مرکزی ایران قرار دارد و بر اساس قراردادهای منعقد شده با کارفرمایان، پروژه به صورت کلید در دست اجرا می‌شود بر اساس برنامه پیش‌بینی شده برای اجرای این طرح برای شروع کار، دکل مخصوص حفاری در این منطقه استقرار یافته‌است.
اجرای طرح توسعه میدان نفتی بخش سروستان شیراز اسفند ماه دو سال قبل آغاز شد. حجم سرمایه‌گذاری اولیه برای بهره‌برداری ازمنابع نفتی سروستان دو هزار میلیارد ریال اعلام شده‌است، که موجب ایجاد اشتغال و درآمد در استان فارس می‌شود.
میدان‌های نفتی سروستان و سعادت آباد با وسعت  ۲۴۲کیلومتر مربع و با دارا بودن یک میلیارد و ۴۰۲میلیون بشکه نفت درجای، در فهرست میدان‌های نفتی شرکت ملی نفت ایران در برنامه توسعه قرار گرفت که توسعه آن با شرکت توسعه صنایع نفت و انرژی قشم ( (OEIDو توسط شرکت‌های تبدیل انرژی پایا، پایدار پولاد پیشرو و مهر آرزان شهر و شرکت طراحی و ساختمان نفت ( (ODCCدر پروژه‌های احداث برق رسانی به واحد فرآوری میدان‌های سروستان و سعادت آباد، ساخت مخازن سقف شناور ذخیره نفت خام پالایشگاه شیراز، احداث تأسیسات فرآوری نفت، احداث تأسیسات سرچاهی و خطوط لوله جمع آوری، احداث خطوط انتقال به طول تقریبی  ۱۰۰ کیلومتر و احداث کمپ دائمی در واحد تأسیسات فرآوری مرکزی در برنامه توسعه میدان‌ها در حال انجام است.
مطالعات جامع میدان، لرزه نگاری، جاده‌های دسترسی و محل چاه‌های تعمیری، جاده‌های دسترسی و محل چاه‌های جدید، قرارداد تأمین انرژی، طراحی پایه سه دستگاه مخزن ذخیره و تلمبه پالایشگاه شیراز به پایان رسیده‌است.  در برنامه توسعه این میدان‌ها تکمیل و تعمیر سه حلقه چاه در میدان سروستان و تعمیر دو حلقه چاه در سعادت آباد به منظور تزریق گاز و پساب، حفاری چهار حلقه چاه افقی جدید در سعادت آباد و سه حلقه چاه جدید در سروستان و عملیات اجرایی سطح الارضی قرار دارد.
همچنین تأسیسات سرچاهی ۱۰حلقه چاه تولیدی دو میدان و دو حلقه چاه تزریقی میدان سعادت آباد، احداث ۱۰کیلومتر خوط لوله چهار اینج انتقال گازهای همراه، احداث  ۹۰ کیلومتر خطوط جمع‌آوری نفت از چا ه‌ها، احداث ۱۱۰ کیلومتر خط لوله  ۱۰اینچ جهت انتقال نفت از واحد فرآوری سعادت آباد به پالایشگاه شیراز احداث واحد فرآوری مرکزی به ظرفیت  ۲۵هزار بشکه در روز و طراحی و احداث سه دستگاه مخزن ذخیره و تأسیسات دریافت نفت خام در پالایشگاه شیراز  از دیگر برنامه‌های توسعه‌ای این میدان‌ها می‌باشد.
طول خط لوله هشت اینچی انتقال نفت از سروستان به شیراز حدود ۱۱۰ کیلومتر برآورد شده‌است که شرکت نفت مناطق مرکزی، مسوولیت آن را بر عهده دارد.  قرار است پس از بهره‌برداری این خط لوله در سال ۱۳۸۹ روزانه  ۱۵هزار بشکه نفت خام برای پالایش به پالایشگاه نفت شیراز، منتقل شود.